# Scandale des commandites
Le scandale des commandites est une affaire politico-financière canadienne relative à l'usage de fonds publics pour financer diverses opérations de relations publiques visant à contrecarrer les actions du Parti québécois et donc la souveraineté du Québec. Dans la perspective de sensibiliser l'opinion publique québécoise sur les actions positives du gouvernement fédéral canadien dans la province de Québec, d'importants contrats ont été signés avec des agences publicitaires. Mais l'usage des sommes allouées, l'efficacité de la campagne et le montant des contrats n'ont pas fait l'objet d'évaluations et de contrôles stricts. 
L'implication du Parti libéral du Canada, au pouvoir de 1993 à 2006, est importante dans cette affaire qui se déroula de 1997 à 2003. Les fonds publics investis ont été évalués en 2005 à 332 millions CAD.
Paul Martin, Premier ministre du Canada, a créé en 2004 la Commission Gomery, chargée de faire la lumière sur ce scandale.

## Le programme des commandites
Le programme des commandites a été actif de 1996 à 2004. Le programme a été utilisé pour promouvoir une unité nationale à la suite du référendum sur la souveraineté du Québec en 1995, mais plus précisément et de manière plus importante pour promouvoir les intérêts partisans du parti au pouvoir à l’époque, le Parti libéral du Canada. 
En somme, le programme des commandites consistait à l’attribution de fonds publics à des agences publicitaires et à des agences de consultations basées au Québec. Ces agences étaient d’allégeance politique libérale. En échange de ces paiements, elles offraient des services professionnels « gratuits » sous la forme de conseils ou de travail concret au Parti libéral lors des campagnes politiques menées par celui-ci. De plus, ces agences faisaient des « dons » en argent au Parti libéral.
Il a été révélé, lors de la Commission Gomery, que le programme des commandites a été autorisé par le bureau du premier ministre de l’époque, Jean Chrétien. Le programme a impliqué le travail de l’entourage du premier ministre ainsi que plusieurs hauts-fonctionnaires. Parmi les plus importants acteurs du scandale, on peut nommer Chuck Guité, un fonctionnaire de Travaux publics et Services gouvernementaux, Alfonso Gagliano, le ministre des Travaux publics, et Jean Pelletier, le chef de cabinet du premier ministre. Ensemble, ils ont coordonné le programme. Le fait que plusieurs des coordinateurs principaux du programme étaient des hauts fonctionnaires œuvrant dans le service public est un exemple de politisation des communications gouvernementales. Normalement, ces individus ne devraient pas être partisans. Or, leur implication dans le scandale démontre une érosion de la séparation entre les pouvoirs exécutifs et législatifs.
En effet, le programme des commandites démontre une érosion de la séparation entre les activités de communication du gouvernement exécutif (dans ce cas le parti au pouvoir) et les activités de communication des services publics (c’est-à-dire les fonctionnaires). En attribuant des contrats gouvernementaux subjectivement à des firmes de publicité, le Parti libéral du Canada s’assurait que les publicités présentées dans le but de faire la promotion des services gouvernementaux les mettaient en valeur. Or, selon le principe de séparation des pouvoirs qui est crucial à la démocratie, les intérêts partisans du gouvernement au pouvoir ne devraient pas intervenir dans les affaires des services publics. Ceci démontre la politisation des communications gouvernementales, qui est un phénomène qui a lieu lorsque les intérêts partisans du gouvernement exécutif influencent le service public. Ce phénomène crée un déficit démocratique dans la mesure où les différentes sphères du pouvoir (exécutif, judiciaire, législatif) ne sont plus séparées.

Dans le cas du programme des commandites, le problème principal réside à la fois dans la fraude et la corruption qui était à son centre, mais également dans le déficit démocratique qu’il a apporté de par la politisation des communications gouvernementales. 

## La Commission Gomery
C’est en 2004 que le premier ministre de l’époque, Paul Martin a lancé la Commission Gomery à la suite du dépôt du rapport de Sheila Fraser, la vérificatrice générale du Canada à l’époque. Ce rapport mettait en lumière tout le stratagème des commandites instauré par le Parti libéral du Canada. Cette commission a été présidée par le juge John H. Gomery. La Commission Gomery avait pour but d’enquêter sur les possibles liens d’affaires entre le gouvernement libéral de l’époque et les agences de communications. Le rapport du juge Gomery qui s’intitule Qui est responsable ? a été déposé le 1er novembre 2005. Dans ce rapport, il affirme qu’un système partisan avait bel et bien été mis en place par le premier ministre Jean Chrétien. 
À la suite du dépôt du premier rapport Gomery, les Libéraux ont souligné de façon positive le fait que le premier ministre Paul Martin, qui à l’époque du scandale des commandites était ministre des finances au Parti libéral du Canada, n’a pas été blâmé pour ce scandale et n’aurait eu aucun lien suspicieux. Par contre, les autres partis de l’opposition à la Chambre des communes ont plutôt insisté sur la corruption qui règne au Parti libéral du Canada. Dans un sondage, on affirme que plus du deux tiers des Canadiens n’ont pas cru le rapport Gomery concernant l’innocence complète de Paul Martin.
Par la suite, un second rapport a été dévoilé en février 2006 s’intitulant Rétablir l’imputabilité. Celui-ci comportait 16 recommandations pour un meilleur exercice du pouvoir et éviter que de tels évènements se reproduisent. Plusieurs de ces recommandations incluaient une amélioration de la transparence, de mettre sur pied un comité chargé des affaires publiques, ainsi qu’un contrat d’une durée maximum pour les hauts cadres fonctionnaire.

Toutefois, l’attention médiatique constante de la Commission Gomery a su garder l’intérêt du public canadien. En effet, un sondage mené en 2006, deux ans après l’instauration de la Commission Gomery, révélait que 84,2 % des Canadiens étaient toujours aussi fâchés à propos du scandale des commandites.

## Conséquences politiques
Entre 2004 et 2005, les répercussions du scandale et les révélations faites devant la commission Gomery ont alimenté le conflit au sein du Parti libéral du Canada entre les partisans de Jean Chrétien et ceux de Paul Martin. Les libéraux ont généralement suivi les conclusions de la commission Gomery en interprétant les détournements de fonds publics comme les conséquences des actions d'un petit groupe restreint et corrompu au sein du précédent gouvernement libéral, et en particulier au sein du cabinet de l'ancien Premier ministre Jean Chrétien. Les proches du nouveau premier ministre Paul Martin ont dénoncé une culture de la corruption au sein de l'administration précédente et affirmé que les éléments problématiques avaient été écartés de la nouvelle administration fédérale. 
Paul Martin et son camp au sein du Parti libéral ont œuvré pour se dissocier de ce scandale, en rejetant la responsabilité sur Jean Chrétien et son groupe. Ils ont également pointé les nombreux départs qui ont accompagné la fin du gouvernement de Jean Chrétien, et en particulier celui de l'ancien ministre John Manley.
Le camp de Jean Chrétien a dénoncé la récupération du scandale à des fins de politique interne au Parti libéral, et comme excuse pour retirer de leurs postes au sein du parti et du gouvernement des partisans de Jean Chrétien qui n'avaient aucune responsabilité dans cette affaire. Les importants remaniements au sein du nouveau cabinet de Martin, et son refus de signer les nominations d'affiliés à Jean Chrétien, sont en particulier fréquemment cités en exemples de cette politique. De nombreuses voix se sont élevées au sein du camp de Jean Chrétien pour dénoncer la mise en place de la Commission Gomery comme un outil visant à discréditer son administration, et pour remettre en cause l'impartialité de cette commission.
Le Parti conservateur du Canada a dénoncé une culture de corruption inhérente au Parti libéral, et le scandale des commandites est l'un des points clés de leur campagne pendant l'élection fédérale de 2006 qui les a portés au pouvoir. En effet, les politiciens faisant campagne pour le Parti libéral du Canada sont toujours confrontés à un manque de confiance de la part de certains électeurs en raison du scandale des commandites.  
Le mouvement souverainiste du Québec, représenté au parlement fédéral par le Bloc québécois, et à l'Assemblée nationale du Québec par le Parti québécois, a dénoncé ce scandale comme la preuve de la corruption institutionnelle et des dysfonctionnements du fédéralisme canadien. Le scandale des commandites est perçu par une partie notable de la population du Québec comme un retour de flamme du programme de propagande pro-canadien, et a au contraire discrédité les actions du gouvernement fédéral dans la province. Les sondages précédant l'élection de 2006 montraient une hausse de l'appui à la souveraineté, atteignant des estimations de 53 % en décembre 2005. Cette tendance s'est cependant progressivement essoufflée, et les résultats des élections générales québécoises de 2006 sont marqués par un recul du Bloc québécois en nombre de voix et en nombre de sièges au Parlement.
Une des raisons principales pour lesquelles le Bloc québécois a initialement eu beaucoup plus d’appuis à la suite de la mise en lumière du scandale était que le peuple québécois a ressenti un important besoin d’avoir un parti ayant à cœur leurs intérêts avant tout sur la scène fédérale. D’ailleurs, ceux-ci utilisèrent le Slogan «Un parti propre au Québec» lors des élections fédérales de 2004, afin de démontrer que leur parti provenait du Québec et avait comme visée le bien-être des Québécois avant tout, et donc qu’il pouvait représenter la population de façon plus efficace que d’autres partis, en particulier le Parti libéral, qui était au pouvoir de 1996 à 2004, et ce, de façon majoritaire.
La perte de confiance envers les politiciens amena également un certain cynisme, plus particulièrement au Québec, où les Québécois furent de moins en moins nombreux à se déplacer aux urnes. En effet, le plus bas taux de participation électorale des Québécois entre 2004 et 2015 a été au moment où le scandale des commandites fut rendu public. Par ailleurs, beaucoup de citoyens sont devenus cyniques à l’égard de l’ensemble de la scène politique et, par conséquent, plus vigilants comme le démontre l’importance que les citoyens québécois ont accordée à la tenue d’une commission d'enquête sur l'octroi et la gestion des contrats publics dans l'industrie de la construction.
En ce qui a trait aux changements apportés au niveau de l’éthique fédérale ; des structures de contrôle furent créées ou réformées à la suite du scandale des commandites. Ces structures comportent notamment l’apparition d’un commissaire à l’intégrité du secteur public, d’un commissaire des nominations publiques, d’un commissaire aux conflits d’intérêts et à l’éthique ainsi que d’un commissaire au lobbying dans le but de contrôler l’influence que les politiques ont sur la communication gouvernementale.